# Tessa Niles
Pour les articles homonymes, voir Niles.
Tessa Margaret Niles, née à Ilford (Essex) en 1961, est une chanteuse britannique, surtout connue comme choriste pour nombre d'artistes contemporains.
Elle a commencé sa carrière de chanteuse professionnelle en 1979.

## Chanson
Tessa Niles a collaboré avec des artistes et des groupes tels que ABC, Anderson Bruford Wakeman Howe, Eric Clapton, Kiri Te Kanawa, The Rolling Stones, Annie Lennox, Tears For Fears, Duran Duran, Kylie Minogue, David Bowie, The Police, Take That, Grace Jones, Tina Turner, Paul McCartney, George Harrison, Steve Winwood, Morrissey–Mullen (en), Snowy White, Tom Jones, Marillion, Fish, Pet Shop Boys, Buddy Guy, B*Witched, Victoria Beckham, Nick Carter, Cliff Richard, Mike + The Mechanics, Zucchero, Status Quo, Robbie Williams, Gary Numan, Wham!, Dusty Springfield, The The, Jimmy Nail, Cher, Cabaret Voltaire et John Denver.

## Discographie

### Survol de sa carrière
| 1981 | Chasanova                                                            | Chaz Jankel                                         | Choriste                     |
| 1982 | The Lexicon of Love                                                  | ABC                                                 | Additional vocals            |
| 1983 | It's About Time                                                      | Morrissey–Mullen (en)                               | Auteure, voix                |
| 1983 | Synchronicity                                                        | The Police                                          | Choriste                     |
| 1984 | Private Dancer                                                       | Tina Turner                                         | Choriste                     |
| 1984 | Berserker                                                            | Gary Numan                                          | Choriste                     |
| 1984 | Intolerance                                                          | Tik & Tok                                           | Choriste                     |
| 1985 | Famous People                                                        | Bill Sharpe                                         | Soliste et choriste          |
| 1985 | The Explorers                                                        | The Explorers                                       | Choriste                     |
| 1985 | Heaven Knows                                                         | Jaki Graham                                         | Choriste                     |
| 1985 | Looking at You                                                       | Chaz Jankel                                         | Choriste                     |
| 1985 | Out Of The Darkest Night                                             | Barbara Pennington                                  | Choriste                     |
| 1985 | Paul Hardcastle                                                      | Paul Hardcastle                                     | Choriste                     |
| 1985 | Slave to the Rhythm                                                  | Grace Jones                                         | Choriste                     |
| 1985 | The Fury                                                             | Gary Numan                                          | Choriste                     |
| 1986 | August                                                               | Eric Clapton                                        | Choriste                     |
| 1986 | Baby the Stars Shine Bright                                          | Everything But The Girl                             | Choriste                     |
| 1986 | Break Every Rule                                                     | Tina Turner                                         | Choriste                     |
| 1986 | Breaking Away                                                        | Jaki Graham                                         | Choriste                     |
| 1986 | Count Three & Pray                                                   | Berlin                                              | Choriste                     |
| 1986 | Dancing in My Sleep                                                  | Dave Adams                                          | Choriste                     |
| 1986 | Infected                                                             | The The                                             | Choriste                     |
| 1986 | Loz Netto                                                            | Loz Netto                                           | Choriste                     |
| 1986 | Notorious                                                            | Duran Duran                                         | Choriste                     |
| 1986 | Salamandra                                                           | Miguel Bosé                                         | Choriste                     |
| 1986 | Strange Charm                                                        | Gary Numan                                          | Choriste                     |
| 1987 | Alphabet City                                                        | ABC                                                 | Choriste                     |
| 1987 | American English                                                     | Wax                                                 | Choriste                     |
| 1987 | Clutching at Straws                                                  | Marillion                                           | Choriste                     |
| 1987 | First (The Sound Of Music)                                           | Then Jerico                                         | Choriste                     |
| 1987 | Fortune and Men's Eyes                                               | Jennifer Hall                                       | Choriste                     |
| 1987 | Living in a Box                                                      | Living in a Box                                     | Choriste                     |
| 1987 | Saint Julian                                                         | Julian Cope                                         | Choriste                     |
| 1987 | She Loves Me Not                                                     | Alan Rankine                                        | Choriste                     |
| 1987 | Pop Goes the World                                                   | Men Without Hats                                    | Choriste                     |
| 1987 | Walk on Fire                                                         | Silent Running                                      | Choriste                     |
| 1988 | Big Thing                                                            | Duran Duran                                         | Choriste                     |
| 1988 | Fur                                                                  | Jane Wiedlin                                        | Choriste                     |
| 1988 | Introspective                                                        | Pet Shop Boys                                       | Choriste                     |
| 1988 | Metal Rhythm                                                         | Gary Numan                                          | Choriste                     |
| 1988 | Roll With It                                                         | Steve Winwood                                       | Choriste                     |
| 1988 | Wild Wild West                                                       | The Escape Club                                     | Choriste                     |
| 1988 | Step By Step                                                         | Clive Griffin                                       | Choriste                     |
| 1988 | The Corporate World                                                  | Gail Ann Dorsey                                     | Choriste                     |
| 1989 | Anderson Bruford Wakeman Howe                                        | Anderson Bruford Wakeman Howe                       | Choriste                     |
| 1989 | Automatic                                                            | Sharpe + Numan                                      | Choriste                     |
| 1989 | Foreign Affair                                                       | Tina Turner                                         | Choriste                     |
| 1989 | Gatecrashing                                                         | Living In A Box                                     | Choriste                     |
| 1989 | Results                                                              | Liza Minnelli                                       | Choriste                     |
| 1989 | Steel Wheels                                                         | The Rolling Stones                                  | Choriste                     |
| 1989 | The Seeds of Love                                                    | Tears for Fears                                     | Choriste                     |
| 1989 | The Golden Mile                                                      | Workshy                                             | Choriste                     |
| 1989 | Journeyman                                                           | Eric Clapton                                        | Choriste                     |
| 1989 | Passion                                                              | Shirley Lewis                                       | Auteure                      |
| 1990 | 1234                                                                 | Propaganda                                          | Choriste                     |
| 1990 | Circle of One                                                        | Oleta Adams                                         | Choriste                     |
| 1990 | Everybody Knows                                                      | Sonia Evans                                         | Choriste                     |
| 1990 | In ogni senso                                                        | Eros Ramazzotti                                     | Choriste                     |
| 1990 | Liberty                                                              | Duran Duran                                         | Choriste                     |
| 1990 | Reputation                                                           | Dusty Springfield                                   | Choriste                     |
| 1990 | Son of Albert                                                        | Andrew Ridgeley                                     | Choriste                     |
| 1990 | Vigil in a Wilderness of Mirrors                                     | Fish                                                | Choriste                     |
| 1991 | 24 Nights                                                            | Eric Clapton                                        | Choriste                     |
| 1991 | Blue Movies                                                          | Bandzilla                                           | Soliste (avec Clive Griffin) |
| 1991 | Outland                                                              | Gary Numan                                          | Choriste                     |
| 1991 | Changing Faces                                                       | Bros                                                | Choriste                     |
| 1991 | Flashpoint                                                           | The Rolling Stones                                  | Choriste                     |
| 1991 | Live in Japan                                                        | George Harrison                                     | Choriste                     |
| 1992 | All the Fool's in Town                                               | Sweet Addiction                                     | Choriste                     |
| 1992 | Unplugged                                                            | Eric Clapton                                        | Choriste                     |
| 1992 | And Still I Rise                                                     | Alison Limerick                                     | Choriste                     |
| 1992 | Dream Juice                                                          | Efua                                                | Choriste                     |
| 1992 | In the Running                                                       | Howard Jones                                        | Choriste                     |
| 1992 | Miserere                                                             | Zucchero                                            | Choriste                     |
| 1992 | The Curse of the Higsons                                             | The Higsons                                         | Choriste                     |
| 1993 | Breakaway                                                            | Kim Appleby                                         | Choriste                     |
| 1993 | Clive Griffin                                                        | Clive Griffin                                       | Choriste                     |
| 1993 | The Wedding Album                                                    | Duran Duran                                         | Choriste                     |
| 1993 | Beverley Craven                                                      | Beverley Craven                                     | Choriste                     |
| 1993 | Very                                                                 | Pet Shop Boys                                       | Choriste                     |
| 1993 | Painted Desert Serenade                                              | Joshua Kadison                                      | Choriste                     |
| 1994 | Dog Man Star                                                         | Suede                                               | Choriste                     |
| 1994 | Sean Maguire                                                         | Sean Maguire                                        | Choriste                     |
| 1994 | The Lead and How to Swing It                                         | Tom Jones                                           | Choriste                     |
| 1995 | Arabesque                                                            | Mike Batt                                           | Choriste                     |
| 1995 | Big River                                                            | Jimmy Nail                                          | Choriste                     |
| 1995 | Hold On                                                              | Jaki Graham                                         | Choriste                     |
| 1995 | Live!                                                                | The Police                                          | Choriste                     |
| 1995 | Nobody Else                                                          | Take That                                           | Choriste                     |
| 1995 | Thank You                                                            | Duran Duran                                         | Choriste                     |
| 1996 | Don't Stop                                                           | Status Quo                                          | Choriste                     |
| 1996 | The View from the Hill                                               | Justin Hayward                                      | Choriste                     |
| 1996 | Wildest Dreams                                                       | Tina Turner                                         | Choriste                     |
| 1997 | Across from Midnight                                                 | Joe Cocker                                          | Choriste                     |
| 1997 | Salvation                                                            | Alphaville                                          | Choriste                     |
| 1998 | 11 Maneras De Ponerse Un Sombrero                                    | Miguel Bosé                                         | Choriste                     |
| 1998 | Eden                                                                 | Sarah Brightman                                     | Choriste                     |
| 1998 | Marshall & Alexander                                                 | Marshall & Alexander                                | Choriste                     |
| 1998 | Awake and Breathe                                                    | B*Witched                                           | Choriste                     |
| 1999 | Nightlife                                                            | Pet Shop Boys                                       | Choriste                     |
| 1999 | Prince's Trust Rock Gala                                             | Collectif (Mark Knopfler, Elton John, Eric Clapton) | Choriste                     |
| 2000 | Here and Now                                                         | Worlds Apart                                        | Choriste                     |
| 2000 | Sing When You're Winning                                             | Robbie Williams                                     | Choriste                     |
| 2001 | Closer to Heaven                                                     | Pet Shop Boys & Jonathan Harvey (en)                | Choriste                     |
| 2001 | White Lilies Island                                                  | Natalie Imbruglia                                   | Choriste                     |
| 2002 | Escapology                                                           | Robbie Williams                                     | Choriste                     |
| 2003 | What My Heart Wants to Say                                           | Gareth Gates                                        | Choriste                     |
| 2003 | Live at Knebworth – Live Summer 2003                                 | Robbie Williams                                     | Choriste                     |
| 2003 | Pop Art                                                              | Pet Shop Boys                                       | Choriste                     |
| 2003 | Seven Years - Ten Weeks                                              | David Sneddon                                       | Choriste                     |
| 2003 | Seal IV (en)                                                         | Seal                                                | Choriste                     |
| 2004 | Allow Us to Be Frank                                                 | Westlife                                            | Choriste                     |
| 2004 | Astronaut                                                            | Duran Duran                                         | Choriste                     |
| 2004 | A Concert For The Prince's Trust – Live At Wembley Arena London 2004 | Various (Trevor Horn)                               | Choriste                     |